# Crore

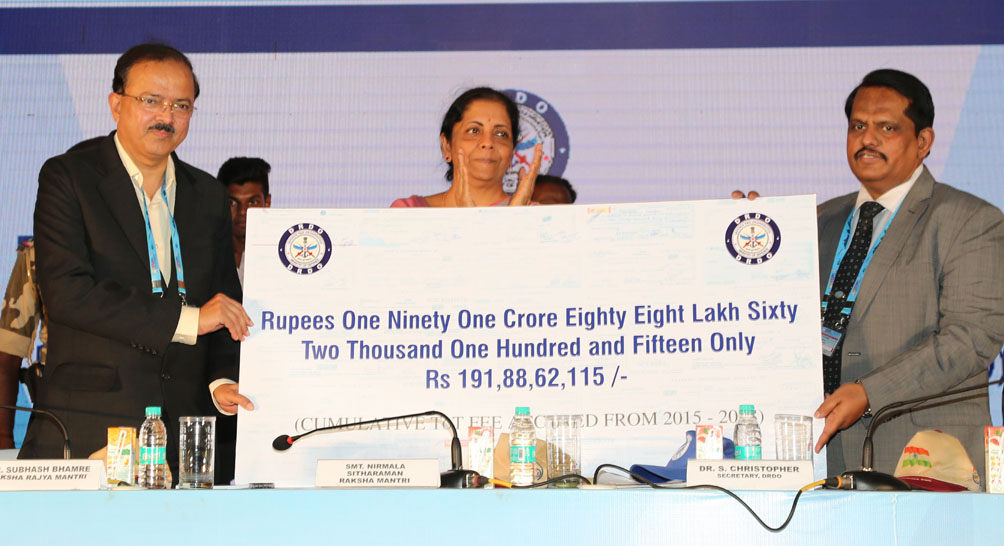
Un cartell on s'hi pot veure un número en notació que empra crore.

Un crore (abreujat cr) o koti denota deu milions a certs països de l'Àsia i és igual a 100 lakh en el sistema de numeració indi. Es fa servir sobretot per expressar quantitats monetàries. Així, per exemple, 190.000.000 rúpies esdevenen 19 cr rúpies.

## Nom en altres llengües
- Assamès: কোটি kûti, কোটি kouti.
- Bengalí: কোটি ko̊ŧi.
- Birmà: ကုဋေ.
- Filipí: karora (Ús arcaic, també kotiha o kotiya). Normalment es fa servir Sampúng milyón.
- Gujarati: કરોડ karoḍ.
- Hindi: करोड़/कोटि karoṛ O koti.
- Kanarès: ಕೋಟಿ koṭi.
- Khasi: klur o krur.
- Konkani: कोटि koṭi O करोऱ karoṛ.
- Malaiàlam: കോടി koḍi (sovint escrit kodi).
- Marathi: कोटि koṭi.
- Nepalès: करोड karoḍ.
- Oriya: କୋଟି koṭi.
- Paixtu: کروړ korur.
- Pali: koṭi.
- Pampanga: katâ o kata-katâ.
- Panjabi: ਕਰੋੜ karoṛ (sovint escrit karor).
- Persa: کرور, krur o korur.
- Rohingya: kurul.
- Sànscrit: कोटयः kautayaɦ (en singular कोटि kauti).
- Sindhi: ڪروڙ kiroṛu.
- Singalès: කෝටිය koṭiya.
- Sylheti: কুটি kuṭi.
- Tailandès: โกฏิ kot o kot̩i (del pali koti, obsolet).
- Tàmil: கோடி kōdi.
- Telugu: కోటి kōṭi.
- Urdú: کروڑ karoṛ.
- Xinès: 克若 o 克若 kèruò; 俱胝 jùzhī en textos budistes xinesos, però 一千萬 o 一千万 yī qiānwàn ("mil miríades") és utilitzat en contextos normals.